# Aéroport de Bykovo
Pour les articles homonymes, voir Aéroport de Moscou et Bykovo.
L'aéroport de Bykovo (en russe: Аэропорт Быково) (code IATA : BKA • code OACI : UUBB) est situé à une soixantaine de kilomètres de Moscou. Aujourd'hui désaffecté, il desservait les lignes intérieures russes de 1933 à 2010.